# Шалимов, Виктор Михайлович
Виктор Михайлович Шалимов (1909—1985) — советский военный лётчик и военачальник, полковник.

## Биография
Родился в 1909 году в селе Никольское, ныне Енотаевского района Астраханской области. Член КПСС с 1929 года.
С 1929 года — на военной службе. В 1929—1946 гг. — на лётных и командных должностях в авиационных частях Дальневосточного военного округа, командир 29-го истребительного авиационного полка, командир 32-й истребительной авиационной дивизии, командир 25-й истребительной авиационной дивизии, командующий ВВС 47-й Армии, командир 141-й истребительной авиационной дивизии.
В августе 1946 года уволен в запас.
Избирался депутатом Верховного Совета СССР 1-го созыва.
Умер до 1985 года. 